# Еман (одиниця вимірювання)
Еман — позасистемна одиниця радіоактивності. Назва походить від застарілої назви ізотопів радону, а до того й самого елементу радону — «еманація». Використовували для вимірювання радіоактивності радонових вод чи повітря. Введена 1921 року.

## Зв'язок з іншими одиницями
1 еман = 10−10 кюрі/л = 0,275 Махе.
В одиницях системи SI:
1 еман = 3,7·103 Бк/м³ 